# Ludwig Sternecker
Ludwig Sternecker (* 24. August 1852 in Eltersdorf; † 2. Februar 1914 in Dinkelsbühl) war ein bayerischer Bürgermeister.

## Werdegang
Sternecker kam als Sohn eines Pfarrers zur Welt. Er ging in Ansbach auf das Gymnasium. Er studierte Rechtswissenschaften in Erlangen, Leipzig und München. Während seines Studiums in Erlangen wurde er im Winter-Semester 1872/73 Mitglied der Burschenschaft der Bubenreuther. 1879 legte er sein Examen ab und war anschließend als Rechtskonzipient tätig. Nach dem Tod des Dinkelsbühler Bürgermeisters Michael Schobert bewarb er sich auf eine Zeitungsannonce hin um dessen Nachfolge. Aus den sieben Bewerbern wurde Sternecker am 18. Februar 1882 zum rechtskundigen Bürgermeister von Dinkelsbühl gewählt. Er blieb bis 1913 im Amt.
Gemeinsam mit dem Bezirksbaumeister Max Neeser leitete er mehrere städtebauliche Maßnahmen ein. 1883 wurde der Stadtpark gebaut. 1899 wurde ein Neubau für das Progymnasium beschlossen. 
Unter seinem Vorsitz wurde 1893 der Historische Verein Alt-Dinkelsbühl gegründet.

## Ehrungen
- 1911: Ernennung zum königlichen Hofrat